# Régional

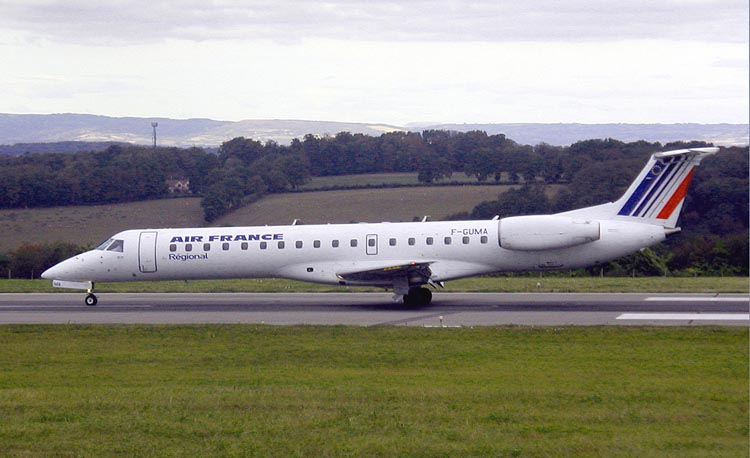
Máy bay Embraer ERJ 145 của Régional

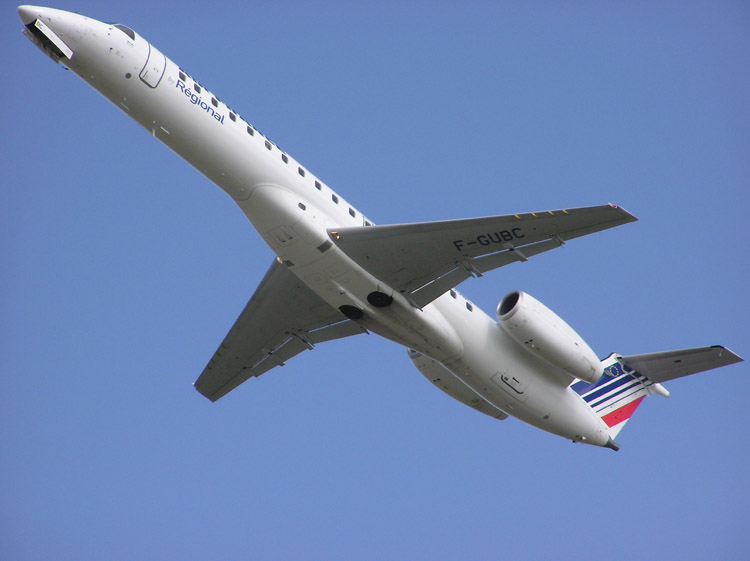
Máy bay Embraer ERJ 145 của Régional

Régional tên đầy đủ là (Régional Compagnie Aérienne Européenne), (mã IATA = YS, mã ICAO = RAE) là hãng hàng không của Pháp, trụ sở ở Nantes. Hãng do Air France làm chủ và là hãng hàng không châu Âu đầu tiên sử dụng loại máy bay Embraer 190 từ tháng 11/2006. Căn cứ chính của hãng ở Sân bay quốc tế Charles de Gaulle

## Lịch sử
Régional được thành lập từ tháng 4/2001, sau khi Air France mua hãng và hợp nhất với các hãng Flandre Air, Proteus Airlines và Regional Airlines. Năm 2006 hãng đã chở được 3.900.000 lượt khách và hiện có 49 điểm đến ở châu Âu.

## Đội máy bay
(Tháng 5/2008):
- 6 Embraer E-190-100LR
- 9 Embraer ERJ 135ER
- 13 Embraer ERJ 145EP
- 15 Embraer ERJ 145MP
- 7 Embraer EMB 120ER Brasilia
- 9 Fokker 100
- 5 Fokker 70

Đang đặt mua:
- 6 Embraer 170-100LR
- 4 Embraer 190-100LR

Tính tới tháng 8/2007, tuổi trung bình các máy bay của Régional là 9 năm .